# Portret van Jan II de Goede
Het Portret van Jan II de Goede is een anoniem portret van de Franse koning Jan II van Frankrijk (1319-1364). Het dateert uit het midden van de 14e eeuw. Het werk is op hout geschilderd, en heeft een hoogte van 60 cm en een breedte van 44,5 cm. Het portret bevindt zich momenteel in het Louvre.
Dit is een van oudste schildersezelwerken (dat wil zeggen een verplaatsbaar schilderij) uit de Franse kunst en het is het eerst bekende individuele portret in Europa. De schilder heeft aan het gezicht een diepe menselijkheid willen meegeven, hoewel het gezicht en profil is weergegeven.
Het werk draagt het opschrift ‘Jehan rey de France’ (Johan, koning van Frankrijk).